# Người bán hàng vĩ đại nhất thế giới
Người bán hàng vĩ đại nhất thế giới (The Greatest Salesman in the World) là một cuốn sách của tác giả Og Mandino có nội dung hướng dẫn triết lý về nghệ thuật bán hàng và thành công. Cuốn sách kể câu chuyện về Hafid một cậu bé chăn lạc đà nghèo với hành trình có được một cuộc sống sung túc. Cuốn sách được xuất bản lần đầu vào năm 1968 và được nhà xuất bản Bantam tái bản vào năm 1983. Một ấn bản bìa cứng được Buccaneer Books ấn bản vào tháng 6 năm 1993. Năm 1970, Viện Động lực Thành công đã mua bản quyền sản xuất bản ghi âm. Cho đến nay, cuốn sách Người bán hàng vĩ đại nhất thế giới đã được dịch ra 25 ngôn ngữ và đã bán hơn 50 triệu bản, trở thành cuốn sách gối đầu giường của nhiều doanh nhân và truyền lửa cho hàng triệu người.

## Giới thiệu
Nếu làm theo cấu trúc đọc gợi ý của Og Mandino sẽ mất khoảng 10 tháng để đọc hết cuốn sách. Hướng dẫn cách nghiên cứu là đọc Cuộn I (Chương 8) ba lần một ngày trong ba mươi ngày liên tục. Chỉ sau khi hoàn thành ba mươi ngày đọc Cuộn I, người đọc mới nên tiếp tục Cuộn II (Chương 9) cho đến đến Cuộn X (Chương 17), hãy đọc cuốn sách này thật chậm, sẽ cảm thấy nhẹ nhõm và trở nên thông suốt, nhận ra con đường dẫn đến thành công bằng cách lắng nghe sự khôn ngoan bên trong bản thân của mình. Thông điệp chính của cuốn sách là "làm ngay bây giờ". Khi đánh dấu Cuộn IX, "Tôi sẽ hành động ngay bây giờ" được viết 18 lần. Diễn viên Matthew McConaughey cho rằng cuốn sách này đã thay đổi cuộc đời anh ấy.
Cuốn sách có viết "Bạn không được tạo ra để sống một cuộc sống nhàn rỗi. Bạn không thể ăn từ bình minh đến hoàng hôn, không thể chỉ mãi uống rượu, chơi đùa hay làm tình. Công việc không phải là kẻ thù của bạn mà là bằng hữu của bạn. Nếu bạn bị cấm lao động, bạn sẽ khuỵu gối và cầu xin một cái chết thật nhanh". Tác phẩm tái bản là phần tiếp theo của cuốn sách bán chạy nhất năm 1967 của Mandino, xuất bản năm 1988 và lấy bối cảnh muộn hơn phần đầu tiên bốn mươi năm khi nhân vật chính Hafid đang trong tâm trạng đau buồn, thương tiếc sự ra đi của người vợ Lisha. Câu chuyện bắt đầu từ những năm Hafid sống ẩn dật, khi một giấc mơ thuyết phục anh nhìn thấy một người lạ xuất hiện trước cửa nhà anh và kéo Hafid nghỉ hưu để dấn thân vào một cuộc phiêu lưu mới, một chuyến tham quan diễn thuyết để soi sáng cho những người khác về các nguyên lý trong Mười cuộn giấy da dê (The Ten Scrolls).

## Nội dung
Người bán hàng vĩ đại nhất thế giới kể về câu chuyện của Hafid, một cậu bé trông lạc đà nghèo khó ở Jerusalem thời cổ đại. Xuất thân là một cậu nhóc trông lạc đà cho đoàn buôn của Pathros, nhưng với quyết tâm đổi đời, muốn cải thiện vị trí của mình trong cuộc sống, Hafid luôn nuôi ước mơ được trở thành người bán hàng. Cậu tin chỉ như thế mình mới có cơ hội trở nên giàu có và thành công. Giống như nhiều người theo đuổi đam mê khác, trong suốt hành trình ấy đôi lúc Hafid đã nghĩ đến việc quay trở về với công việc chăn lạc đà, kiếm những đồng xu lẻ sống qua ngày. Biết bao nhiêu mối suy tư nghi ngờ, thương tiếc bản thân đã nảy ra trong tâm trí và bủa vây lấy cậu, nhưng với ý chí và quyết tâm, cuối cùng Hafid cũng trở thành người bán hàng tài năng nhất lúc bấy giờ.
Qua hàng loạt thử thách mà Pathros đưa ra, trước khi trút hơi thở cuối cùng, Pathros đã trao lại cho Hafit một chiếc rương bên trong có mười cuộn giấy da cùng 100 ta-lăng vàng. Chính mười cuộn giấy này đã giúp cậu chinh phục được ước mơ cũng như là bài học kinh nghiệm cho những người học kinh doanh, muốn trở thành một người bán hàng vĩ đại. Bí mật đã làm nên thành công chính là những nguyên tắc được một thương nhân giàu có và thành công truyền lại và Hafid đã giữ kỹ trong 10 cuộn giấy da dê trong suốt hơn ba thập kỉ qua. Với Hafid, những thứ giản dị này còn quý hơn cả kim cương. Nhờ áp dụng những nguyên tắc trong cuộn giấy da đó mà Hafid được mệnh danh là "Người bán hàng vĩ đại nhất thế giới". 
- Cuộn thứ nhất dạy cho Hafit của chúng ta biết được thời điểm bắt đầu tốt nhất, cần phải bước những bước đầu tiên để chinh phục nó.
- Cuộn thứ hai là chào ngày mới với tình yêu thương, đầu tiên chính là bản thân mình. Sau đó là những người xung quanh, học cách chấp nhận cách ứng xử của người khác và đặt mình vào vị trí của họ.
- Cuộn thứ ba dạy Hafit về sự kiên trì cho đến khi thành công, phần thưởng cho sự nỗ lực kiên trì luôn xứng đáng với những gì bỏ ra nên mỗi ngày cần cố gắng hơn nữa
- Cuộn thứ tư dạy chúng ta biết cách tôn trọng bản thân, bởi chúng ta khác biệt và người khác cũng vậy.
- Cuộn thứ năm là một bí mật ẩn dấu trong cuộn giấy da và cũng chính là triết lý dạy sống sao cho không hối tiếc, không hối hận. Hãy sống, làm việc như thể ngày mai không còn tồn tại, hãy làm hết sức mình và không được lãng phí thời gian.
- Cuộn thứ sáu dạy hãy làm chủ cảm xúc của mình, nếu chán hãy hát ca, nếu buồn hãy cười vang, nếu thấy thấp kém hãy vận một bộ quần áo mới. Đó là cách vượt qua những cảm xúc tiêu cực để mình sống tích cực hơn và vui vẻ hơn. Chỉ khi vui vẻ, những việc mình làm mới không phạm sai lầm và làm chủ cuộc đời.
- Cuộn thứ bảy nhấn mạnh con người là loài duy nhất trên thế giới biết cười, mọi chuyện rồi cũng sẽ quá, hãy điểm tô cuộc sống bằng tiếng cười để cuộc đời luôn ý nghĩa
- Cuộn thứ tám nói về giá trị của mình cần nhân lên một trăm lần. Mỗi người quyết định giá trị của mình và cũng đừng để giá trị của mình giảm xuống. Mỗi lần vấp ngã, đừng nản, hãy tiếp tục bước lên phía trước và chinh phục nó.
- Cuộn thứ chín yêu cầu phải hành động ngay bây giờ. Đây là bài học thứ 9 được viết ra trong cuộn giấy da mà Hafit sở hữu dạy chúng ta biết cách hành động. Đây chính là thức ăn, là nước uống tu dưỡng chúng ta hằng ngày.
- Cuộn thứ mười dạy về cầu nguyện, ai cũng cần có một đức tin. Đức tin là chỗ dựa tinh thần to lớn để vượt qua các thử thách và sóng gió trong cuộc đời.